# Dalbergia bracteolata
Dalbergia bracteolata là một loài rau đậu thuộc họ Fabaceae.
Loài này có ở Kenya, Madagascar, Mozambique, và Tanzania.
Chúng hiện đang bị đe dọa vì mất môi trường sống.